# پیلیش
شهر پیلیش (به مجاری: Pilis) در پِشت در کشور مجارستان واقع شده‌است. جمعیت این شهر ۱۱٫۴۸۹ نفر است.